# Редстоун Тауншип (округ Фаєтт, Пенсільванія)
Редстоун Тауншип (англ. Redstone Township) — селище (англ. township) в США, в окрузі Файєтт штату Пенсільванія. Населення — 5079 осіб (2020).

## Демографія
Згідно з переписом 2010 року, у селищі мешкало 5566 осіб у 2374 домогосподарствах у складі 1525 родин. Було 2699 помешкань
Расовий склад населення:
| - 87,0 % — білих - 9,9 % — чорних або афроамериканців - 0,3 % — корінних американців - 0,2 % — азіатів |

До двох чи більше рас належало 2,4 %. Частка іспаномовних становила 0,4 % від усіх жителів.
За віковим діапазоном населення розподілялося таким чином: 21,8 % — особи молодші 18 років, 59,8 % — особи у віці 18—64 років, 18,4 % — особи у віці 65 років та старші. Медіана віку мешканця становила 42,8 року. На 100 осіб жіночої статі у селищі припадало 88,4 чоловіків;  на 100 жінок у віці від 18 років та старших — 86,3 чоловіків також старших 18 років.
Середній дохід на одне домашнє господарство  становив 44 565 доларів США (медіана — 34 412), а середній дохід на одну сім'ю — 51 745 доларів (медіана — 42 959). Медіана доходів становила 38 244 долари для чоловіків та 28 571 долар для жінок. За межею бідності перебувало 31,0 % осіб, у тому числі 51,6 % дітей у віці до 18 років та 8,1 % осіб у віці 65 років та старших.
Цивільне працевлаштоване населення становило 1967 осіб. Основні галузі зайнятості: освіта, охорона здоров'я та соціальна допомога — 22,1 %, виробництво — 16,1 %, роздрібна торгівля — 13,3 %, мистецтво, розваги та відпочинок — 11,9 %.